# Сава Лешић
Сава Лешић (Книн, 23. фебруар 1988) српски је кошаркаш. Игра на позицији крилног центра, а тренутно наступа за БКК Раднички.

## Каријера
Лешић је рођен у Книну, где је живео до 1995. године, када се преселио у Пожаревац. У Пожаревцу је почео да тренира кошарку,, а касније је прешао у Београд, где је променио неколико клубова. Један период је провео у млађим категоријама Партизана, потом је био и у Визури и Суперфунду.
У августу 2009. потписао је четворогодишњи уговор са Партизаном. У сезони 2009/10. са клубом је освојио све домаће трофеје, а поред тога је учествовао и на фајнал фору Евролиге у Паризу. Почео је и сезону 2010/11. у Партизану, наступио је на неколико утакмица, након чега је 25. октобра 2010. отпуштен. Средином новембра 2010. потписао је четворогодишњи уговор са Црвеном звездом. У црвено-белом дресу провео је две сезоне.
Сезону 2012/13. провео је у украјинском Химику. У августу 2013. вратио се у Србију и потписао једногодишњи уговор са Радничким из Крагујевца. Сезону 2014/15. провео је у Јенисеју из Краснојарска, а наредну је био играч љубљанске Олимпије. У августу 2016. постао је члан италијанске Ређане, али је крајем фебруара 2017. дошло до споразумног раскида уговора. Почетком априла 2017. прикључио се екипи Мега Лекса како би наступао у Суперлиги Србије. Лешић је у дресу Меге у Суперлиги бележио просечно 13 поена и 5,7 скокова по мечу.
У септембру 2017. потписао је за екипу Етингер рокетса, која је у сезони 2017/18. по први пут у својој историји заиграла у Бундеслиги Немачке. Након сезоне у Немачкој, Лешић је у јулу 2018. потписао једногодишњи уговор са Игокеом. Са екипом из Лакташа у фебруару 2019. освојио је Куп Босне и Херцеговине, а у финалној утакмици са Спарсима постигао је 20 поена. Током сезоне 2018/19. у Јадранској лиги је бележио просечно 15,2 поена и 6,4 скока по утакмици, након чега је у јуну 2019. продужио уговор са Игокеом на још једну сезону.
У септембру 2020. потписао је за ФМП, али је већ почетком 2021. године раскинуо уговор са клубом. У фебруару 2021. потписао је за екипу Зоб Ахан Исфахан из Ирана. Наредни ангажман је имао у Борцу из Чачка. Сезону 2023/24. почео је у ваљевском Металцу да би се 13. марта 2024. вратио у Игокеу. У августу 2024. договорио је једногодишњу сарадњу са клубом БКК Раднички.

## Репрезентација
Са универзитетском репрезентацијом Србије, освојио је златну медаљу на Летњој универзијади 2011. одржаној у Шенџену.
За сениорску репрезентацију Србије је први пут заиграо код селектора Александра Ђорђевића, у квалификацијама за Светско првенство 2019. у Кини. Дебитовао је 27. новембра 2017. у победи 105:87 над Грузијом у Пиониру. Позван је и за наредне мечеве квалификација, у фебруару 2018. против Аустрије и Немачке. Лешић је на утакмици против Немачке, 22. фебруара 2018, постигао и своје прве поене за сениорску репрезентацију.

## Успеси

### Клупски
- Партизан:
  - Првенство Србије (1): 2009/10.
  - Јадранска лига (1): 2009/10.
  - Куп Србије (1): 2010.
- Игокеа:
  - Првенство Босне и Херцеговине (2): 2019/20, 2023/24.
  - Куп Босне и Херцеговине (1): 2019.

### Репрезентативни
- Универзијада:  2011.